# Mariam Semjonowna Atlas
Mariam Semjonowna Atlas (russisch Мариам Семёновна Атлас; * 21. Dezember 1911jul. / 3. Januar 1912greg. in Astrachan; † 17. August 2006 in der Datschensiedlung Walentinowka in Koroljow) war eine sowjetisch-russische Ökonomin und Hochschullehrerin.

## Leben
Atlas’ Vater war Landarzt und starb an Typhus, worauf sie mit ihrer Mutter Anfang der 1920er Jahre zu Verwandten in Samara kam. Sie besuchte dort das Gymnasium und das Musik-Technikum mit Abschluss 1928 mit Auszeichnung. Dann studierte sie an der Ökonomie-Fakultät der Universität Kasan mit Abschluss 1930 als eine der Besten. Darauf wurde sie als Kredit-Inspektorin in die tatarische Geschäftsstelle der Gosbank geschickt. Sie absolvierte 1933–1936 in Moskau die Aspirantur am Kredit-Ökonomie-Institut.
1936 wurde Atlas Verwaltungsmitarbeiterin der Gosbank und leitete den Sektor für Kreditplanung. 1938 kehrte sie als Lehrende in das Kredit-Ökonomie-Institut zurück. Nach der Evakuierung zu Beginn des Deutsch-Sowjetischen Kriegs leitete sie eine Abteilung der tatarischen Geschäftsstelle der Gosbank.
Ab 1943 lehrte Atlas an dem aus dem Kredit-Ökonomie-Institut entstandenen Moskauer Finanzinstitut. 1945 wurde zur Dozentin ernannt und leitete den Lehrstuhl für Politische Ökonomie ab 1957 (bis 1987). 1955 wurde sie nach Verteidigung ihrer Dissertation über die Geschichte der Gosbank von 1921 bis 1954 zur Doktorin der Wirtschaftswissenschaften promoviert. 1959 folgte die Ernennung zur Professorin. Sie arbeitete dort weiter bis 1992, leitete die Wissenschaftliche Studentengesellschaft und betreute mehr als 100 Kandidat-Disserationen und 30 Doktor-Dissertationen.
Atlas war verheiratet mit dem Ökonomen Gennadi Michailowitsch Sorokin und hatte eine Tochter Sofja Gennadjewna. Ihr Vetter war der Ökonom Sachari Weniaminowitsch Atlas.
Atlas wurde auf dem Wwedenskoje-Friedhof begraben.

## Ehrungen, Preise
- Medaille „Für heldenmütige Arbeit im Großen Vaterländischen Krieg 1941–1945“
- Orden des Roten Banners der Arbeit
- Orden der Völkerfreundschaft
- Verdiente Wissenschaftlerin der RSFSR (1974)[1]